# Music for a Sushi Restaurant
"Music for a Sushi Restaurant" é uma canção do cantor britânico Harry Styles, gravada para seu terceiro álbum de estúdio, Harry's House (2022). Foi escrita por Styles, Thomas Hull, Tyler Johnson e Mitch Rowland, enquanto a produção foi realizada por Kid Harpoon e Johnson. A canção impactou as rádios hot AC dos Estados Unidos em 3 de outubro de 2022, servindo como o terceiro single de Harry's House. "Music for a Sushi Restaurant" alcançou o top 10 na Austrália, Canadá, EUA, Irlanda, Nova Zelândia, Portugal e Reino Unido.

## Antecedentes e produção
Em 29 de abril de 2022, Harry Styles divulgou a lista de faixas de seu terceiro álbum de estúdio intitulado Harry's House nas redes sociais, revelando "Music for a Sushi Restaurant" como a primeira faixa do álbum. A canção foi escrita por Styles, Thomas Hull, Tyler Johnson e Mitch Rowland, enquanto a produção foi realizada por Kid Harpoon e Johnson. Foi gravada em três estúdios: Angelic Studios, localizado em Londres, Reino Unido, Henson Studios em Hollywood, Los Angeles e Real World em Box, Wiltshire, Inglaterra. Foi mixada por Spike Stent com assistência de Matt Wolach, e masterizada por Randy Merrill. Jeremy Hatcher e Oli Jacobs cuidaram da engenharia com assistência de Katie May, Oli Middleton, Luke Gibbs, Adele Phillips, Josh Caulder e Joe Dougherty.

## Lançamento e promoção
"Music for a Sushi Restaurant" foi lançada em 20 de maio de 2022, como a primeira faixa do terceiro álbum de Styles, Harry's House. A canção foi lançada como um single promocional digital na loja virtual de Styles em 25 de maio de 2022, exclusivamente para clientes do Reino Unido. A Columbia Records enviou a canção para as rádios hot AC dos EUA em 3 de outubro de 2022, servindo como o terceiro single do álbum. "Music for a Sushi Restaurant" foi enviada para as rádios italianas em 27 de outubro de 2022, através da Sony Music. No Reino Unido, foi comercializado em CD single em 2 de dezembro de 2022.

## Videoclipe
Um videoclipe para "Music for a Sushi Restaurant" foi especulado em 20 de outubro de 2022, através de um comercial e site promovendo o fictício Gill's Lounge, que é retratado no próprio vídeo. Em 27 de outubro de 2022, o videoclipe dirigido por Aube Perrie foi lançado.

## Desempenho nas paradas musicais

### Paradas semanais
| Parada (2022)                                | Melhor posição |
| -------------------------------------------- | -------------- |
| Argentina (Argentina Hot 100)                | 67             |
| Austrália (ARIA)                             | 4              |
| Bélgica (Ultratop 50 de Flandres)            | 47             |
| Canadá (Canadian Hot 100)                    | 7              |
| Canadá (Billboard CHR/Top 40)                | 29             |
| Canadá (Billboard Hot AC)                    | 43             |
| Dinamarca (Hitlisten)                        | 22             |
| Espanha (PROMUSICAE)                         | 74             |
| Estados Unidos (Billboard Hot 100)           | 8              |
| Estados Unidos (Billboard Adult Top 40)      | 32             |
| Estados Unidos (Billboard Mainstream Top 40) | 14             |
| França (SNEP)                                | 97             |
| Hungria (Stream Top 40)                      | 28             |
| Irlanda (IRMA)                               | 8              |
| Islândia (Plötutíðindi)                      | 9              |
| Itália (FIMI)                                | 68             |
| Japão (Billboard Japan Hot Overseas)         | 20             |
| Mundo (Billboard Global 200)                 | 5              |
| Noruega (VG-lista)                           | 24             |
| Nova Zelândia (Recorded Music NZ)            | 4              |
| Países Baixos (Single Top 100)               | 14             |
| Portugal (AFP)                               | 8              |
| Reino Unido (UK Singles Chart)               | 3              |
| Suécia (Sverigetopplistan)                   | 34             |

## Certificações
| Região                                                        | Certificação | Vendas   |
| ------------------------------------------------------------- | ------------ | -------- |
| Austrália (ARIA)                                              | Ouro         | 35,000‡  |
| Estados Unidos (RIAA)                                         | Ouro         | 500,000‡ |
| Reino Unido (BPI)                                             | Prata        | 200,000‡ |
| ‡ vendas+valores de streaming baseados apenas na certificação |              |          |

## Histórico de lançamento
| Região         | Data                  | Formato(s)       | Gravadora(s)     | Ref.   |
| -------------- | --------------------- | ---------------- | ---------------- | ------ |
| Reino Unido    | 25 de maio de 2022    | Download digital | Columbia Erskine | [ 8 ]  |
| Estados Unidos | 3 de outubro de 2022  | Rádios hot AC    | Columbia         | [ 9 ]  |
| Itália         | 27 de outubro de 2022 | Radio airplay    | Sony             | [ 10 ] |
| Reino Unido    | 2 de dezembro de 2022 | CD single        | Columbia Erskine | [ 11 ] |